# Фернандес Салас, Кристиан
Кристиа́н Ферна́ндес Са́лас (исп. Christian Fernández Salas; 15 декабря 1985, Сантандер) — испанский футболист, защитник клуба «Реал Овьедо».

## Карьера
Академия клуба «Расинга» из Сантандера стала для Фернандеса первым этапом в футболе. За четыре года выступлений в резервной команде «Расинг B» Кристиан Фернандес сыграл в 108 матчах и забил 16 мячей.
В 2007 году молодой испанец получил приглашение в основную команду «Расинга». В первом сезоне Кристиан был арендован клубом «Лас-Пальмас». Его игроком он был в течение полугода, за это время левый защитник вышел на поле в 23 матчах и отличился 4 забитыми мячами. После возвращения из аренды Кристиан выступал в составе «Расинга» на протяжении четырёх лет, сыграв за это время 90 матчей, в которых забил 8 мячей.
Летом 2012 года клуба «Расинг» достиг соглашения с «Альмерией» о трансфере Кристиана Фернандеса.
7 февраля 2014 года Фернандес Салас подписал контракт с клубом MLS «Ди Си Юнайтед». В американской лиге дебютировал 8 марта 2014 года в матче стартового тура сезона против «Коламбус Крю». 1 июля 2014 года контракт Фернандеса с «Ди Си Юнайтед» был расторгнут по взаимному согласию сторон.
6 июля 2014 года Фернандес вернулся в «Лас-Пальмас», подписав контракт на три сезона.
6 августа 2015 года отправился в аренду в «Уэску» на сезон.
7 июля 2016 года Фернандес перешёл в «Реал Овьедо», подписав двухлетний контракт.